# フレーメン反応

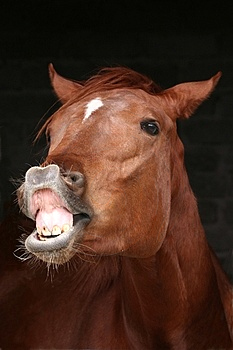
ウマのフレーメン反応

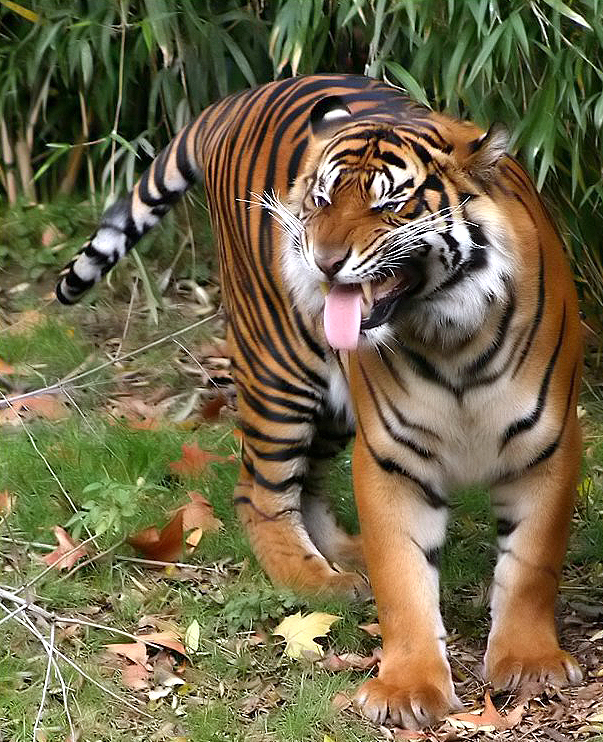
トラのフレーメン反応

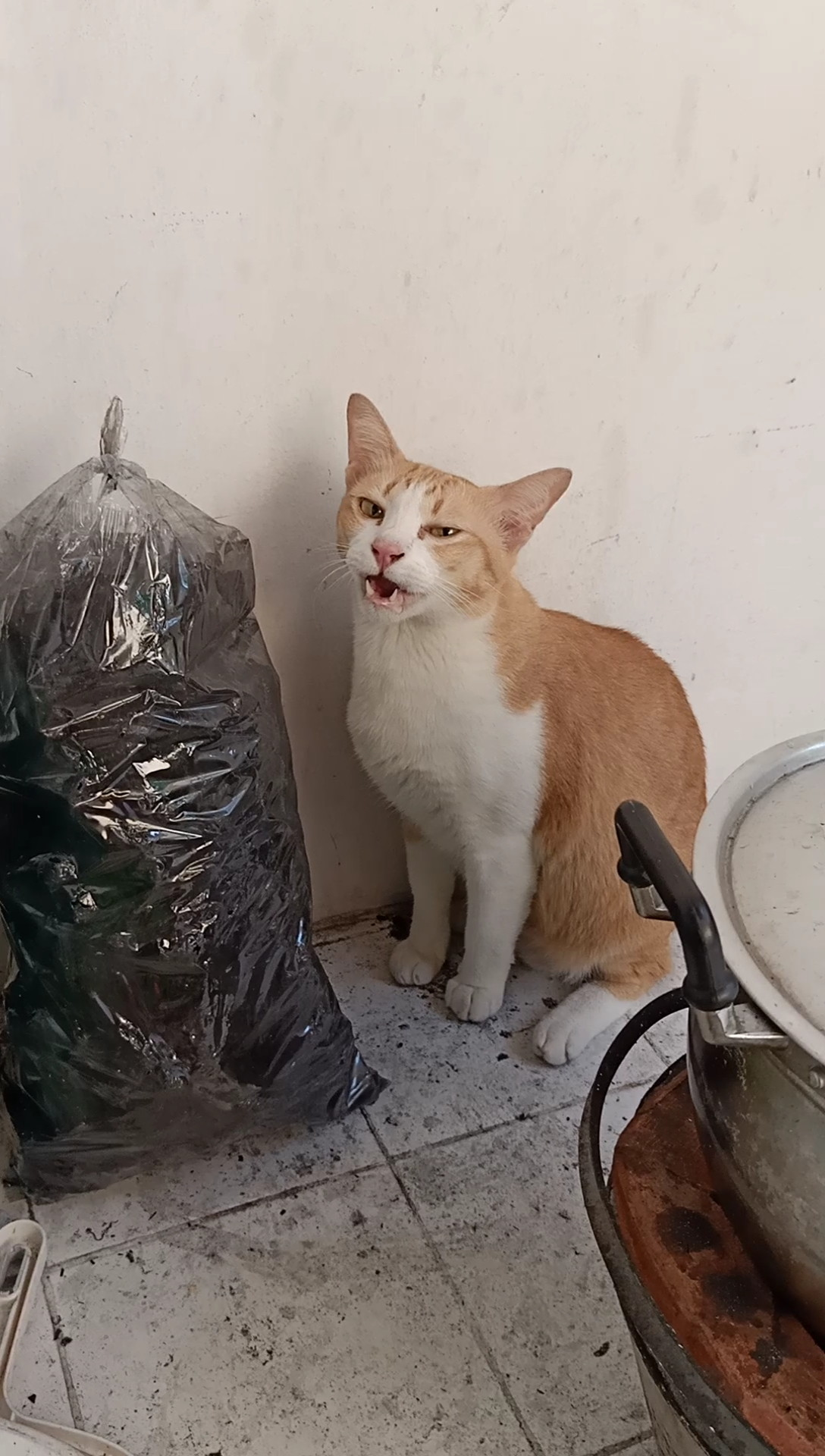
ネコのフレーメン反応

フレーメン反応（フレーメンはんのう、ドイツ語:Flehmen）はウマなどの哺乳類に起こる、臭いに反応して唇を引きあげる生理現象。フレーメン現象、フレーメン、フレーミング、フレーメニングとも言う。
フレーメン反応には、フェロモン受容を行う嗅覚器官である鋤鼻器（ヤコブソン器官）を空気に晒し、より多くの臭い物質を取り入れる機能があると考えられている。
「フレーメン」の語源は、ドイツ語ザクセン古方言の嘲笑う仕草（上唇をまくれ上がらせる）を意味する単語とされる。

## 概説
ウマ、サイ、ネコ、ウシ、ヒツジ、ヤギ、ゾウ、コウモリなどで起きる。特にウマやサイは唇を大きく捲り上げるためわかりやすい。ヒトでは胎児期に鋤鼻器が退化してしまうため起きない。
異性の尿の臭いを嗅いだときによく起こる。ウマの畜産においては、フレーメン反応を発情しているかの判断の目安にすることがある。飼育下ではタバコの煙や揮発油の臭いに対しても起こることがある。
人間から見ると「ウマが笑っている」「ネコが驚いた顔をする」などと受け取られるが、実際は特に動物の感情と結びついているわけではない。しかし、ヒツジなどでは腹部の痛みと関連している場合があるといわれる。

## 参考資料
- 『匂いの記憶　知られざる欲望の起爆装置：ヤコブソン器官』ライアル・ワトソン 旦敬介訳（2000年） ISBN 4-334-96104-5